# Egor Timurovič Gajdar
Egor Timurovič Gajdar (in russo Его́р Тиму́рович Гайда́р?; Mosca, 19 marzo 1956 – Odincovo, 16 dicembre 2009) è stato un economista, politico e scrittore russo.

## Biografia

### Nascita e formazione
Gajdar crebbe in una famiglia piuttosto benestante sotto il regime sovietico; suo nonno Viktor Orlanjus fu un famoso scrittore di libri rivolti alla gioventù sovietica, mentre il padre Timur era un celebre giornalista e ufficiale di Marina. Frequentò la facoltà di economia dell'Università statale di Mosca, ottenendo la laurea nel 1978; successivamente, grazie ad una borsa di studio, poté frequentare dei corsi di dottorato scrivendo una tesi riguardante il ruolo e i compiti delle imprese in un sistema economico pianificato come quello sovietico.
Iscrittosi giovanissimo al PCUS, ottenne, dopo la discussione della tesi di dottorato, il posto di direttore del settore di politica economica del Kommunist, un periodico economico edito dal partito; passò nel 1990, all'età di 34 anni, al ruolo di redattore capo del settore economia della Pravda, all'epoca il massimo quotidiano di partito.
Durante gli anni della perestrojka, Gajdar ne fu convinto sostenitore; promuoveva in quegli anni un cauto cambiamento nell'economia sovietica, tramite l'introduzione di riforme volte a trasformarla in un'economia socialista di mercato.

### Ingresso in politica e gestione delle privatizzazioni
Nei turbolenti primi anni novanta, nel periodo del crollo del gigante sovietico, Gajdar passò dal mondo della ricerca economica a quello della politica attiva, diventando una delle figure principali nel primo governo della Russia post-comunista guidato da Boris El'cin. Gajdar, molto giovane (aveva allora 35 anni) e senza esperienza, venne chiamato dal numero due del governo El'cin, Gennadij Burbulis, a ricoprire il ruolo di "esecutore" delle radicali riforme economiche che El'cin aveva in programma per la Russia (ricordate negli anni successivi come terapia d'urto).
Gajdar assunse rapidamente un enorme potere nel neonato governo, superando in popolarità il suo mentore Burbulis, tanto che si cominciò a parlare di governo El'cin-Gajdar; il programma di riforme, volto secondo Gajdar a far giungere la Russia ad una economia di mercato in tempi brevissimi (solamente un anno), ottenne il via libera dal V congresso dei deputati del popolo della RSSF Russa (tenutosi il 28 ottobre 1991) e partì ufficialmente per decreto nel gennaio successivo. Gajdar venne nominato, il mese successivo, ministro delle finanze e dell'economia.
L'impatto di queste riforme economiche radicali sull'economia della neonata Federazione Russa fu enorme: i prezzi venivano lasciati fluttuare liberamente, in totale contrapposizione con i metodi sovietici, e salirono rapidamente (nel giro di mesi) a livelli insostenibili per buona parte della popolazione; si stima che nel primo trimestre di applicazione del decreto siano saliti di 8-9 volte, mentre entro la fine dell'anno erano giunti a valori fra le 25 e le 100 volte più elevati di quelli dell'inizio dell'anno.
Gajdar ricoprì, dal giugno al dicembre del 1992, la carica di primo ministro, in sostituzione dello stesso El'cin; nel settembre 1993, nel pieno del confronto fra El'cin e il Parlamento, culminato nella cosiddetta guerra civile del 3-4 ottobre 1993 che portò al bombardamento della Casa Bianca, come veniva chiamato l'edificio che ospitava il parlamento russo.

### Fuori dal governo ma nell’entourage di El’cin
Non confermato dal Congresso dei deputati del popolo, che gli preferì Viktor Černomyrdin, fondò successivamente il partito Vybor Rossii (Выбор России, Scelta della Russia), candidandosi alle elezioni del dicembre 1993 ottenendo però solo il 15% per cento circa dei consensi.
Lasciato il governo nel gennaio 1994, si candidò nuovamente alla guida del suo partito, rinominato Demokratičeskij Vybor Rossii (Демократический выбор России, Scelta Democratica della Russia), non riuscendo a superare lo sbarramento del 5%; lasciò, in seguito, la politica attiva per tornare ad un ruolo di scrittore e commentatore politico.

### Ai margini della presidenza Putin
Dal 1999, insieme con il suo vecchio alleato Anatolij Čubajs, fu a capo dell'Unione delle Forze di Destra (Sojuz Pravych Sil), un partito politico di destra, alla guida del quale riuscì ad ottenere l'accesso al parlamento nel 1999 mancandolo però nei due successivi appuntamenti elettorali, nel 2003 e nel 2007.
Il 28 novembre 2006, Gajdar fu trovato in stato di incoscienza a Kildare (Irlanda), dove stava presentando un suo libro (Lasting Time: Russia in the World). Dimesso dall'ospedale di Dublino con una diagnosi non preoccupante, il 6 dicembre 2006 Gajdar sostenne in dichiarazioni stampa di essere stato avvelenato da nemici delle autorità russe; era l'epoca dell'avvelenamento al polonio di Aleksandr Litvinenko, ma l'accusa non fu confermata e più tardi in Russia si sostenne che, in realtà, era rimasto vittima di un'ulcera gastrica.
Morì all'improvviso il 16 dicembre 2009 a causa di una trombosi.